# يو إف سي 194
يو إف سي 194: ألدو ضد ماكغريغور (بالإنجليزية: UFC 194: Aldo vs. McGregor)‏ هو حدث لفنون القتال المختلطة نظمته يو إف سي، أُقيم في 12 ديسمبر 2015، على إم جي إم جراند جاردن أرينا في لاس فيغاس، نيفادا، الولايات المتحدة.